# Vitrifizierung
Vitrifizierung (auch Vitrifikation, von lateinisch vitrum ‚Glas‘, genannt) ist das Festwerden einer Flüssigkeit durch Erhöhung ihrer Viskosität, während sie abgekühlt wird – wobei eine Kristallisation ausbleibt und somit ein amorphes Material (Glas) entsteht. Das kann z. B. erreicht werden durch extrem schnelles Abkühlen (z. B. in flüssigem Stickstoff) im Zusammenspiel mit Zusätzen, die die Kristallisation verhindern (sogenannte Kryoprotektiva).

## Anwendungen
- Bei Herstellung von Glas wird die Schmelze ausreichend schnell abgekühlt, um die Kristallisation zu verhindern.
- In der Kryokonservierung und Kryonik
- In der Kerntechnik zum Konservieren von hochradioaktiven Abfällen in Verglasungsanlagen wie z. B. dem Waste Vitrification Plant in Sellafield, UK
- Zum homogenen und kristallisationsfreien Einfrieren von Eizellen im Bereich des Social Freezing
- Zur Kryokonservierung von Ovarialgewebe im Bereich der Fertiprotektion[1]

### Kerntechnik
- M.I. Ojovan, W.E. Lee: Immobilisation of Radioactive Waste in Glass. In: An Introduction to Nuclear Waste Immobilisation. Elsevier, 2014, ISBN 978-0-08-099392-8, S. 245–282, doi:10.1016/B978-0-08-099392-8.00017-6 (englisch).

### Biologie / Kryonik
- The freezing of mammalian embryos (= Ciba Foundation symposium ; 52 (new ser.)). Elsevier/Excerpta Medica/North-Holland ; Elsevier North-Holland, Amsterdam : New York 1977, ISBN 978-0-444-90000-5.
- M. J. Ashwood-Smith, J. Farrant (Hrsg.): Low temperature preservation in medicine and biology. Pitman Medical, Tunbridge Wells [Eng.] 1980, ISBN 978-0-272-79557-6 (englisch).
- S. Al-Hasani, K. Diedrich, H. Van Der Ven, A. Reinecke, M. Hartje, D. Krebs: Cryopreservation of human oocytes*. In: Human Reproduction. Band 2, Nr. 8, November 1987, S. 695–700, doi:10.1093/oxfordjournals.humrep.a136616 (englisch).
- S. P. Leibo: Cryobiology: Preservation of Mammalian Embryos. In: J. Warren Evans, Alexander Hollaender, Claire M. Wilson (Hrsg.): Genetic Engineering of Animals. Springer US, Boston, MA 1986, ISBN 978-1-4684-5112-2, S. 251–272, doi:10.1007/978-1-4684-5110-8_21 (englisch).

- Zsolt Peter Nagy, Alex C. Varghese, Ashok Agarwal (Hrsg.): Cryopreservation of Mammalian Gametes and Embryos: Methods and Protocols (= Methods in Molecular Biology. Band 1568). Springer New York, New York, NY 2017, ISBN 978-1-4939-6826-8, doi:10.1007/978-1-4939-6828-2 (englisch).